# Parmenid
‎
Parménid ali Parménides (starogrško starogrško Παρμενίδης ὁ Ἐλεάτης, latinizirano: Parmenídēs ho Eleátēs), starogrški filozof, * okoli 540 pr. n. št., Eleja, danes Velija, južna Italija, † 470 pr. n. št..

## Življenje in delo
Parmenid je bil najpomembnejši eleat. S tezami o bitu velja za začetnika ontologije. Milečani so postavili prvo vprašanje: Kaj je osnova svetu? Pitagora je postavil drugo: Kako je svet urejen? Parmenid pa je postavil tretje: Koliko je svet dostopen spoznanju? Kritični analizi je podvrgel ne samo razum, ampak tudi druga sredstva s katerimi človek pride do spoznanja: smisel in občutek. Najprej je zavrgel občutek, ki prinaša subjektivno znanje in temelj mitološkega pogleda na svet. Kakšen pa je odnos med smislom in razumom? To je bilo osrednje vprašanje, ki je vznemirjalo Parmenida. Rešil ga je enoznačno in to tako, da je proglasil razum kot edini izvor spoznanja resnice. Veslo usmerjeno v vodo iz zraka izgleda zlomljeno, naš otip temu nasprotuje. Kje je resnica? Čemu naj verjamemo? Očem ali otipu? Očitno ničemur. Občutki, ki so v vzajemnem protislovju ne morejo biti zanesljiv naslon k spoznanju sveta. Na njihovi osnovi lahko izrečemo mišljenje, ne pa resnico. To poseduje le razum. Ta nam govori, da je svet stvarnost. Danes vemo, da je njegovo razumevanje nasprotja razuma in smisla nedialektično. Vemo, da je vsak »idealni« objekt produkt večkrat ponovljene smiselne izkušnje. Smisel in razum nista protislovna, ampak harmonično dopoljnjujeta spoznavno orodje. Do tega spoznanja pa bi vseeno težko prišli z brisanjem Parmenidovih idej. On je prvi v zgodovini evropske in svetovne filozofije sploh odkril razum. Odkritje razuma je bilo začetek demitologizacije in napredovanje novega pogleda na svet. Kar je v filozofiji zgradil Parmenid je na razum konkretnih modelov prenesel njegov učenec Zenon.
Parmenid je pomemben kot miselni predhodnik Evklida. Med drugim je tudi učil, da se bivajoče ne more gibati. Po Sokratovem učencu Teofrastu je bil prvi, ki je menil, da je Zemljino površje krogelno, čeprav so to pripisovali tudi Pitagori, katerega pristaš je bil tudi Parmenid. Njegova utemeljitev za krogelno obliko Zemlje je bila dobra. Dokazoval je, da mora telo katerekoli oblike, različne od krogelne, pasti samo vase in da ima edino krogla obliko, ki ostane v naravi v ravnovesju. Aristotel je za dokaz tega omenjal Lunin mrk.
O Parmenidu je pisal Platon.
Parmenid je med letoma 480 in 470 pr. n. št. napisal delo O naravi.

## O naravi
Parmenidova glavno delo predstavlja pesnitev O naravi (grško Περὶ φύσεως), zapisana v heksametru. Ohranjena je v fragmentih in predstavljala temelj za rekonstrukcijo Parmenidove filozofije in učenja. Pesnitev omenja tri poti, po katerih hodi bit, torej tri poti za človeka. Prva je pot resnice ali pot biti, druga je pot zmote ali pot ne-biti tretja pot pa je pot mnenj, pot videza, zablode in je pot navadnih smrtnikov, ki živijo življenja prežeta z mnenji.